# Association française de futsal
Pour les articles homonymes, voir AFF.
L'Association Française de futsal (AFF) est une association loi de 1901 créée le 20 mai 2014 regroupant les clubs de futsal de France et organisant les compétitions nationales et les matchs internationaux des sélections de joueurs français. Elle est affiliée à la l'Association mondiale de futsal (AMF) depuis 2017, en ayant pris la succession de l'Union nationale des clubs de futsal (UNCFs) affilié depuis 2003. Son rôle est de promouvoir le futsal traditionnel selon les règles originelles de l'AMF.
L'AFF est le représentant officiel de l'AMF en France. Elle est membre de l'UEFs, confédération européenne, jusqu'à son expulsion par l'AMF en 2017, et maintenant membre de la Fédération européenne de futsal (FEF).
L'Association Française de Futsal organise un championnat national masculin et féminin, une coupe nationale de futsal AMF et des championnats pour les différentes catégories jeunes et féminines. Ces épreuves seniors sont qualificatives pour les coupes européennes organisées par la FEF et pour l'AMF Intercontinental Futsal Cup. Elle organise aussi les sélections nationales. Les différents comités et ligues régionales, membres de l'AFF, organisent des compétitions locales sur le territoire qu'ils administrent.
Le siège de l'AFF est situé à Romorantin-Lanthenay, dans le Loir-et-Cher.

## Histoire
À l'issue de la saison 2013-2014 et un conflit interne, l'Union nationale des clubs de futsal cesse d'organiser le futsal en France. L'Association française de futsal voit alors le jour et est déclarée à la préfecture du Gard le 20 mai 2014,.
L'AFF se fait reconnaitre officiellement par l'Association mondiale de futsal (AMF) et l'Union européenne de futsal (UEFs), et reprend la gestion des compétitions nationales.

## Structures
L’Association française de futsal a pour objectif de développer le futsal de l'Association mondiale de futsal en France pour toutes les catégories d’âge et représenter la France sous l’égide des compétitions organisées par l'AMF et la Fédération européenne de futsal (FEF).
Son but est le développement du futsal authentique à l’échelle nationale, européenne et mondiale sous différents aspects, qu’ils soient sportifs, administratifs, techniques et ainsi qu’au niveau de la formation.
L’AFF se compose d’un Conseil d’Administration, de Ligues régionales et de Comités départementaux. Le CA de neuf membres, élus pour un an à l’issue d’une Assemblée générale, dispose d’un fonctionnement collégial où tous les membres disposent des mêmes responsabilités et pouvoirs. Il est entouré de sept pôles permettant le bon fonctionnement de l’association (Administration et Finances, Développement, Sportif, Féminin, Arbitrage, Discipline, Jeunes).
Les ligues régionales, fondées sous forme d’association loi de 1901, sont conventionnées par l’AFF.

## Organisation de compétitions
L'AFF organise les compétitions à caractère national : le Championnat de France de futsal AMF et la Coupe de France de futsal AMF.
À la suite d'un partenariat de sponsoring, le championnat de France se nomme « Kappa Futsal Ligue ». La compétition comprend huit équipes qui se rencontrent à plusieurs en un même lieu au fil des journées de compétition. Le titre de Champion de France de Futsal AMF se dispute entre les cinq meilleurs clubs de la Kappa Ligue Futsal (KLF), du championnat national AMF. Chaque équipe se rencontre sous forme d’un championnat. Le club classé premier à l’issue du Final 5 est sacré Champion de France. Le vainqueur s’offre un billet pour la Coupe d'Europe UEFS l’année suivante, jusqu'en 2017. À la suite de l'expulsion de l'UEFs par l'Association Mondiale de Futsal, le champion AFF participe à la Ligue des Champions de la FEF (Futsal European Federation) .
La Coupe de France met aux prises tous les clubs membres de l'AFF sur toute la longueur de la saison. Elle consacre chaque année l'équipe réalisant le parcours parfait lors d’une compétition nationale à élimination directe. Le vainqueur s’offre un billet pour la FEF Cup l’année suivante.
À l'échelon régional et départemental, les Ligues et les Comités prennent le relais de l'AFF, mais toujours sous l'autorité de cette dernière.

## Palmarès des sélections nationales
L'Association française de futsal dispose de plusieurs sélections nationales qui participent aux compétitions organisées par l'AMF.
La sélection française masculine prend part aux éliminatoires pour la coupe du monde 2015 en Biélorussie ainsi qu'aux championnats d'Europe 2016. Elle finit 8eme de la Coupe du Monde 2019 en Argentine.
L'équipe nationale féminine participe à la Coupe du monde AMF féminine 2017 à Balaguer (Catalogne), invitée par l'AMF. Il s'agit de la première participation à une phase finale de compétition mondiale pour une sélection française. La France termine dixième de l'édition.
La sélection C13 (Catégorie 13 ans) participe à la 1ere coupe du Monde AMF de cette catégorie à Reus (Catalogne) en novembre 2019 et finit 10 eme sur 12.
| Équipe masculine | Équipe féminine                                                              |
| --- | ---------------------------------------------------------------------------- |
| - 2008 : 6e Championnat d’Europe - 2015 : barragiste Championnat du Monde - 2016 : 6e Championnat d’Europe - 2019 : 8e Coupe du Monde | - 2013 : 3e du Championnat d’Europe - 2017 : Qualifiée Championnats du Monde |